# Condado de Roosevelt (Montana)

O Condado de Roosevelt é um dos 56 condados do estado norte-americano de Montana. A sede de condado é Wolf Point, que é também a sua maior cidade. O condado tem uma área de 6138 km² (dos quais 36 km² estão cobertos por água), uma população de 10 620 habitantes, e uma densidade populacional de 1,7 hab/km² (segundo o censo nacional de 2000). O condado foi fundado em 1919 e o seu nome é uma homenagem a Theodore Roosevelt.